# Tovarisjtsjestvo po sovmestnoj obrabotke zemli
Een Tovarisjtsjestvo po sovmestnoj obrabotke zemli (Russisch: Товарищество по совместной обработке земли; "associatie voor de gezamenlijke bewerking van het land") of kortweg TOZ (ТОЗ) was een soort landbouwcoöperatie binnen de vroege Sovjet-Unie (1918–1938).
In een TOZ werden alleen het land en de arbeid in gezamenlijk beheer. De TOZ ontstond met de overgang naar de Nieuwe Economische Politiek. In 1929 was meer dan 60% van alle collectieve boerderijen een TOZ (in de Oekraïense SSR zelfs meer dan 75%). In de jaren 1930 werden veel TOZ-en omgezet naar kolchozen.